# Jürgen Terhag
Jürgen Terhag (* 1955 in Köln) ist ein deutscher Musikpädagoge und emeritierter Hochschullehrer.

## Leben
Terhag studierte Musik, Englisch und Pädagogik für das Lehramt (Sek. I) an der Pädagogischen Hochschule Rheinland. Anschließend war er erst von 1981 bis 1986 als Lehrer an der Gesamtschule Leverkusen tätig gewesen, bevor er 1989 an der Universität zu Köln bei Walter Gieseler zum Thema Populäre Musik und Jugendkulturen: über die Möglichkeiten und Grenzen der Musikpädagogik promoviert worden ist. Von 1991 bis 1996 war er Leiter des Fachbereichs Musik an der Akademie der Kulturellen Bildung des Bundes und des Landes NRW in Remscheid und von 1996 bis zu seiner Emeritierung 2021 war er als Professor für Musikpädagogik an der Hochschule für Musik und Tanz in Köln tätig. Ab 1998 war er als Gerichtsgutachter für musikalisches Urheberrecht, u. a. für Kraftwerk, Dr. Motte und Richard Clayderman tätig. Seit 2001 ist er Vorsitzender im Regionalausschuss von Jugend musiziert für den Bereich Köln. Seit 2015 ist er Ehrenpräsident im Bundesverband Musikunterricht. Von Terhag liegen zahlreiche Publikationen vor. Die Schwerpunkte liegen dabei auf der Popmusikvermittlung, dem Klassenmusizieren und hier insbesondere dem Erlernen von Live-Arrangements. Im Jahre 2010 gründete er den Schwullesbischen Chor Köln.
Für Jürgen Terhag gilt das Motto:

„Beim Musizieren mit Gruppen sollte der Satz ‚Ich zeige Euch, was Ihr lernen müsst‘ zunächst immer ersetzt werden durch: ‚Ich zeige Euch, was Ihr bereits könnt‘, um das in jeder (!) Gruppe schlummernde musikalische Potenzial durch Musizierprozesse erkennen, fördern und stufenlos in das Lernen von Neuem überführen zu können.“

## Werke (Auswahl)
- 1984 Mainz: Die Un-Unterrichtbarkeit aktueller Pop- und Rockmusik. Gedankengänge zwischen allen Stühlen. In: Musik und Bildung 1984. Heft 5. S. 345–349.
- 1989 Regensburg: Populäre Musik und Jugendkulturen – Über die Möglichkeiten und Grenzen der Musikpädagogik. Regensburg 1989.
- 1994–2000 Oldershausen (Hg.): Populäre Musik und Pädagogik, Band 1–3. Oldershausen 1994, 1996, 2000.
- 1997 Mainz: Der andere Umgang mit Musik. Möglichkeiten und Grenzen des schulischen Umgangs mit Populärer Musik. In: Musik und Unterricht 1997. Heft 46. S. 4–8.
- 2000–2009 Oldershausen (Hg.): Musikunterricht heute Band 4–9. Oldershausen. 2000, 2003, 2005, 2007, 2009.
- 2009 Mainz Warmups: Musikalische Übungen für Kinder, Jugendliche und Erwachsene.
- 2010 Mainz (Hg.): Songwriting. 40 Wege zum eigenen Song. Mainz 2010.
- 2011 Mainz Live-Arrangement: vom Pattern zur Performance.[6]
- 2013 Mainz (Hg.): Improvisation – Elementare Arbeit mit Kindern.[7]
- 2019 Mainz (zus. mit Ursula Neumann): Schnick Schnack Schnuck. 30 neue Kinderlieder. Mainz 2019.

## Mitgliedschaften und Ämter
- 2001 bis 2007: Dekan des FB Musikpädagogik/Musikwissenschaft der HfM Köln[3][2]
- 2003 bis 2005: Präsident der Föderation Musikpädagogischer Verbände Deutschlands[3][2]
- 2000 bis 2012: Bundesvorsitzender im Arbeitskreis für Schulmusik (Afs)[3][2]
- 2003 bis 2012: Mitglied im Wissenschaftlichen Beirat des Arbeitskreises Studium Populärer Musik (ASPM)[3][2]
- 2010 bis 2015: Mitglied im Bundesfachausschuss Musikalische Bildung des Deutschen Musikrats[3][2]
- Seit 2014: Ehrenpräsident im Bundesverband Musikunterricht (BMU)[3][2]